# Bodomo
Bodomo est un village situé dans la région Est du Cameroun et dans le département de Lom et Djerem. Il se trouve plus précisément dans l'arrondissement de Bertoua I et dans le quartier de Bertoua-ville.

## Population
En 2005, le village de Bodomo comptait 2 511 habitants dont : 1 327 hommes et 1 184 femmes.